# Criș
El Criș - (hongarès) Körös - és un riu que transcorre per l'oest de Romania i l'est d'Hongria. Està format per la confluència dels rius Crișul Alb i Crișul Negru, prop de Ghiula (ciutat hongaresa a la frontera amb Romania). El riu Crișul Repede s'incorpora al riu Criș prop de Gyoma. Els tres rius neixen a les muntanyes Apuseni, a Romania. Finalment desemboca per l'esquerra al Tisza a l'alçada de Csongrád.